# Ammoides
- Commons
- Wikispecies

Ammoides Adans. é um género botânico pertencente à família Apiaceae.
As espécies são nativas do norte da África e sudeste da Europa.

## Espécies
Apresenta quatro espécies:
- Ammoides arabica
- Ammoides atlantica
- Ammoides pusilla
- Ammoides verticillata